# Sociedad de Beneficencia de Huancayo
La Sociedad de Beneficencia de Huancayo es un organismo oficial creado el 19 de octubre de 1847 cuya finalidad es prestar servicios de protección social en el ámbito de la provincia de Huancayo, departamento de Junín, Perú de manera complementaria a los servicios que presta el estado peruano. Depende administrativamente de la Municipalidad Provincial de Huancayo.

## Historia
Creado el 19 de octubre de 1847, inició sus funciones según acta de instalación del 1 de noviembre de 1847. Sus primeros directores fueron los ciudadanos Manuel Chacón, José María Rorres y Rafael Hostas. Su creación respondió a una necesidad administrativa ya que en esa misma época se estaban construyendo en Huancayo el Cementerio General y el Hospital "San Ramón" que posteriormente fue denominado "El Carmen". 
Desde su creación formó parte del sector salud hasta 1996 cuando pasó a formar parte del Ministerio de Promoción de la Mujer y del Desarrollo Humano bajo la supervisión del INABIF. 
En 1875, la sociedad implementó la primera botica de la ciudad donde se atendía gratuitamente a los indigentes. Durante la guerra con Chile, el hospital El Carmen atendió a las tropas en conflicto. En los años 1940 se inició la construcción del Hospital Daniel Alcides Carrión en la zona de Yauris, al este de la ciudad de Huancayo, contando con la asistencia financiera de la Sociedad de Beneficencia. En 1946 se implantó la "Lotería de Huancayo" con la finalidad de recaudar fondos para sostener tanto el Hospital como el Asilo de Ancianos realizando su primer sorteo el 5 de junio de ese año. Desde 1990, cuando se dispuso la privatización de las loterías en el país, se entró en sociedad con la Tinka que es la lotería más popular en el Perú.

## Centros Asistenciales

### CAR Domingo Savio
El "Centro de Acogida Residencial Domingo Savio" fue creado el 8 de diciembre de 1983 como un centro para menores de 5 a 12 años en condición de abandono y violencia. Desde 1999 funciona en un local ubicado en el barrio de Coto-Coto al final de la Avenida Huancavelica en el distrito de Chilca.

### CAR Ana María Gélicich Dorregaray
El "Centro de Acogida Residencial Ana María Gélicich Dorregaray" fue creado el 6 de enero de 1995 con la finalidad de velar por el bienestar de niñas y adolescentes en estado de abandono, explotación y extrema pobreza. Adicionalmente cuenta con un Centro de Estudios Técnicos Profesionales.

### CAR San Vicente de Paul
El "Centro de Acogida Residencial San Vicente de Paul" fue creado en el siglo XIX como Asilo de Ancianos es un hogar para el adulto mayor que brinda asistencia y protección de los adultos mayores en estado de abandono moral o material o extrema precariedad económica. Desde 1999 funciona en un local ubicado en el barrio de Coto-Coto al final de la Avenida Huancavelica en el distrito de Chilca.

## Unidades de Negocio
La Sociedad, con la finalidad de financiar sus objetivos, realiza diversos negocios:
- Red de boticas Farmaben
- Centro Médico San Felipe
- Cementerio General de Huancayo
- Lotería (en asociación con Intralot, promotor de la Tinka)
- Casa de Préstamos
- Cementerio Ecológico de Hualahoyo
- Gestión Inmobiliaria